# Roccavione
Roccavione là một đô thị tại tỉnh Cuneo trong vùng Piedmont của Italia, vị trí cách khoảng 90 km về phía nam của Torino và khoảng 9 km về phía tây nam của Cuneo. Tại thời điểm ngày 31 tháng 12 năm 2004, đô thị này có dân số 2.848 người và diện tích 19,6 km².
Roccavione giáp các đô thị: Borgo San Dalmazzo, Boves, Roaschia, Robilante, Valdieri.
The mountain-town has a very interesting historical background. It is also known as "the Alps' gate".